# فرودگاه سانوهه تانگشان
فرودگاه سانوهه تانگشان (به انگلیسی: Tangshan Sannühe Airport) یک فرودگاه نظامی و همگانی مسافربری با کد یاتا TVS است که یک باند فرود بتن دارد و طول باند آن ۲۷۰۰ متر است. این فرودگاه در شهر تانگشان کشور چین قرار دارد .

## شرکت‌های هواپیمایی و مقصدهای پروازی
| شرکت‌های هواپیمایی  | مقصدهای پروازی                |
| ------------------ | ----------------------------- |
| هواپیمایی شرقی چین | یانتای چائوشوی                |
| هاینان ایرلاینز    | بایون گوآنگجو                 |
| هبئی ایرلاینز      | شیاژونگ ژنگدینگ               |
| شانگهای ایرلاینز   | شانگهای پودنگ                 |
| سیچوان ایرلاینز    | چنگدو شوانگلیو، ووسو تائی‌یوان |